# Deumai
Deumai (Nepali देउमाई) ist eine Stadt (Munizipalität) im Osten Nepals im Distrikt Ilam. 
Die Stadt entstand 2014 durch Zusammenlegung der Village Development Committees Dhuseni und Mangalbare.
Deumai liegt 10 km westlich der Distrikthauptstadt Ilam.
Die Stadtverwaltung befindet sich in Mangalbare.
Das Stadtgebiet umfasst 50,7 km².

## Einwohner
Bei der Volkszählung 2011 hatten die VDCs, aus welchen die Stadt Deumai hervorging, 10.964 Einwohner (davon 5237 männlich) in 2414 Haushalten.